# ASB Classic 2024 - Qualificazioni singolare femminile
Le qualificazioni del singolare dell'ASB Classic 2024 sono un torneo di tennis preliminare per accedere alla fase finale della manifestazione disputate il 30 e 31 dicembre 2023. Le vincitrici dell'ultimo turno sono entrate di diritto nel tabellone principale. In caso di ritiro di una o più giocatrici aventi diritto sono subentrati i Lucky loser, ossia le giocatrici che hanno perso nell'ultimo turno ma che avevano una classifica più alta rispetto alle altre partecipanti che avevano comunque perso nel turno finale.

## Teste di Serie
1. Brenda Fruhvirtová (qualificata)
2. Elena-Gabriela Ruse (qualificata)
3. Jessika Ponchet (primo turno)
4. Viktória Hrunčáková (ultimo turno)
5. Sachia Vickery (qualificata)
6. Tereza Martincová (qualificata)

1. Jule Niemeier (ultimo turno)
2. Himeno Sakatsume (ultimo turno)
3. Carole Monnet (ultimo turno)
4. Destanee Aiava (primo turno)
5. Yang Ya-yi (ultimo turno)
6. Suzan Lamens (ultimo turno)

## Qualificate
1. Brenda Fruhvirtová
2. Elena-Gabriela Ruse
3. McCartney Kessler

1. Lulu Sun
2. Sachia Vickery
3. Tereza Martincová

## Tabellone

### Legenda
| - Q = Qualificato - WC = Wild card - LL = Lucky loser | - ALT = Alternate - SE = Special Exempt - PR = Protected Ranking | - w/o = Walkover - r = Ritirato - d = Squalificato |

### Sezione 1
|  | Primo turno | Primo turno        | Primo turno        | Primo turno | Primo turno |  |  | Secondo turno | Secondo turno      | Secondo turno      | Secondo turno | Secondo turno |  |
|  |             |                    |                    |             |             |  |  |               |                    |                    |               |               |  |
|  | 1           | Brenda Fruhvirtová | Brenda Fruhvirtová | 6           | 7           |  |  |               |                    |                    |               |               |  |
|  | WC          | Elyse Tse          | Elyse Tse          | 1           | 5           |  |  | 1             | Brenda Fruhvirtová | Brenda Fruhvirtová | 6             | 6             |  |
|  |             | Carol Zhao         | Carol Zhao         | 1           | 3           |  |  | 8             | Himeno Sakatsume   | Himeno Sakatsume   | 4             | 2             |  |
|  | 8           | Himeno Sakatsume   | Himeno Sakatsume   | 6           | 6           |  |  |               |                    |                    |               |               |  |

### Sezione 2
|  | Primo turno | Primo turno         | Primo turno         | Primo turno | Primo turno |  |  | Secondo turno | Secondo turno       | Secondo turno | Secondo turno | Secondo turno |  |
|  |             |                     |                     |             |             |  |  |               |                     |               |               |               |  |
|  | 2           | Elena-Gabriela Ruse | Elena-Gabriela Ruse | 6           | 6           |  |  |               |                     |               |               |               |  |
|  |             | Anna Danilina       | Anna Danilina       | 3           | 3           |  |  | 2             | Elena-Gabriela Ruse | 6             | 3             | 6             |  |
|  |             | Elysia Bolton       | Elysia Bolton       | 3           | 4           |  |  | 7             | Jule Niemeier       | 0             | 6             | 3             |  |
|  | 7           | Jule Niemeier       | Jule Niemeier       | 6           | 6           |  |  |               |                     |               |               |               |  |

### Sezione 3
|  | Primo turno | Primo turno       | Primo turno      | Primo turno | Primo turno |  |  | Secondo turno | Secondo turno     | Secondo turno     | Secondo turno | Secondo turno |  |
|  |             |                   |                  |             |             |  |  |               |                   |                   |               |               |  |
|  | 3           | Jessika Ponchet   | 2                | 7           | 3           |  |  |               |                   |                   |               |               |  |
|  |             | McCartney Kessler | 6                | 65          | 6           |  |  |               | McCartney Kessler | McCartney Kessler | 7             | 6             |  |
|  | WC          | Valentina Ivanov  | Valentina Ivanov | 3           | 3           |  |  | 11            | Yang Ya-yi        | Yang Ya-yi        | 5             | 4             |  |
|  | 11          | Yang Ya-yi        | Yang Ya-yi       | 6           | 6           |  |  |               |                   |                   |               |               |  |

### Sezione 4
|  | Primo turno | Primo turno           | Primo turno           | Primo turno | Primo turno |  |  | Secondo turno | Secondo turno       | Secondo turno       | Secondo turno | Secondo turno |  |
|  |             |                       |                       |             |             |  |  |               |                     |                     |               |               |  |
|  | 4           | Viktória Hrunčáková   | Viktória Hrunčáková   | 6           | 6           |  |  |               |                     |                     |               |               |  |
|  | WC          | Bethanie Mattek-Sands | Bethanie Mattek-Sands | 1           | 3           |  |  | 4             | Viktória Hrunčáková | Viktória Hrunčáková | 61            | 64            |  |
|  |             | Lulu Sun              | Lulu Sun              | 6           | 6           |  |  |               | Lulu Sun            | Lulu Sun            | 7             | 7             |  |
|  | 10          | Destanee Aiava        | Destanee Aiava        | 2           | 2           |  |  |               |                     |                     |               |               |  |

### Sezione 5
|  | Primo turno | Primo turno       | Primo turno       | Primo turno | Primo turno |  |  | Secondo turno | Secondo turno  | Secondo turno  | Secondo turno | Secondo turno |  |
|  |             |                   |                   |             |             |  |  |               |                |                |               |               |  |
|  | 5           | Sachia Vickery    | Sachia Vickery    | 6           | 6           |  |  |               |                |                |               |               |  |
|  |             | Alexandra Bozovic | Alexandra Bozovic | 0           | 3           |  |  | 5             | Sachia Vickery | Sachia Vickery | 6             | 6             |  |
|  |             | Harmony Tan       | 6                 | 0           | 0r          |  |  | 12            | Suzan Lamens   | Suzan Lamens   | 0             | 1             |  |
|  | 12          | Suzan Lamens      | 3                 | 6           | 3           |  |  |               |                |                |               |               |  |

### Sezione 6
|  | Primo turno | Primo turno       | Primo turno       | Primo turno | Primo turno |  |  | Secondo turno | Secondo turno     | Secondo turno     | Secondo turno | Secondo turno |  |
|  |             |                   |                   |             |             |  |  |               |                   |                   |               |               |  |
|  | 6           | Tereza Martincová | Tereza Martincová | 6           | 6           |  |  |               |                   |                   |               |               |  |
|  |             | Anna Sisková      | Anna Sisková      | 0           | 0           |  |  | 6             | Tereza Martincová | Tereza Martincová | 7             | 6             |  |
|  | WC          | Jade Otway        | Jade Otway        | 3           | 3           |  |  | 9             | Carole Monnet     | Carole Monnet     | 5             | 2             |  |
|  | 9           | Carole Monnet     | Carole Monnet     | 6           | 6           |  |  |               |                   |                   |               |               |  |